# Gilded Age

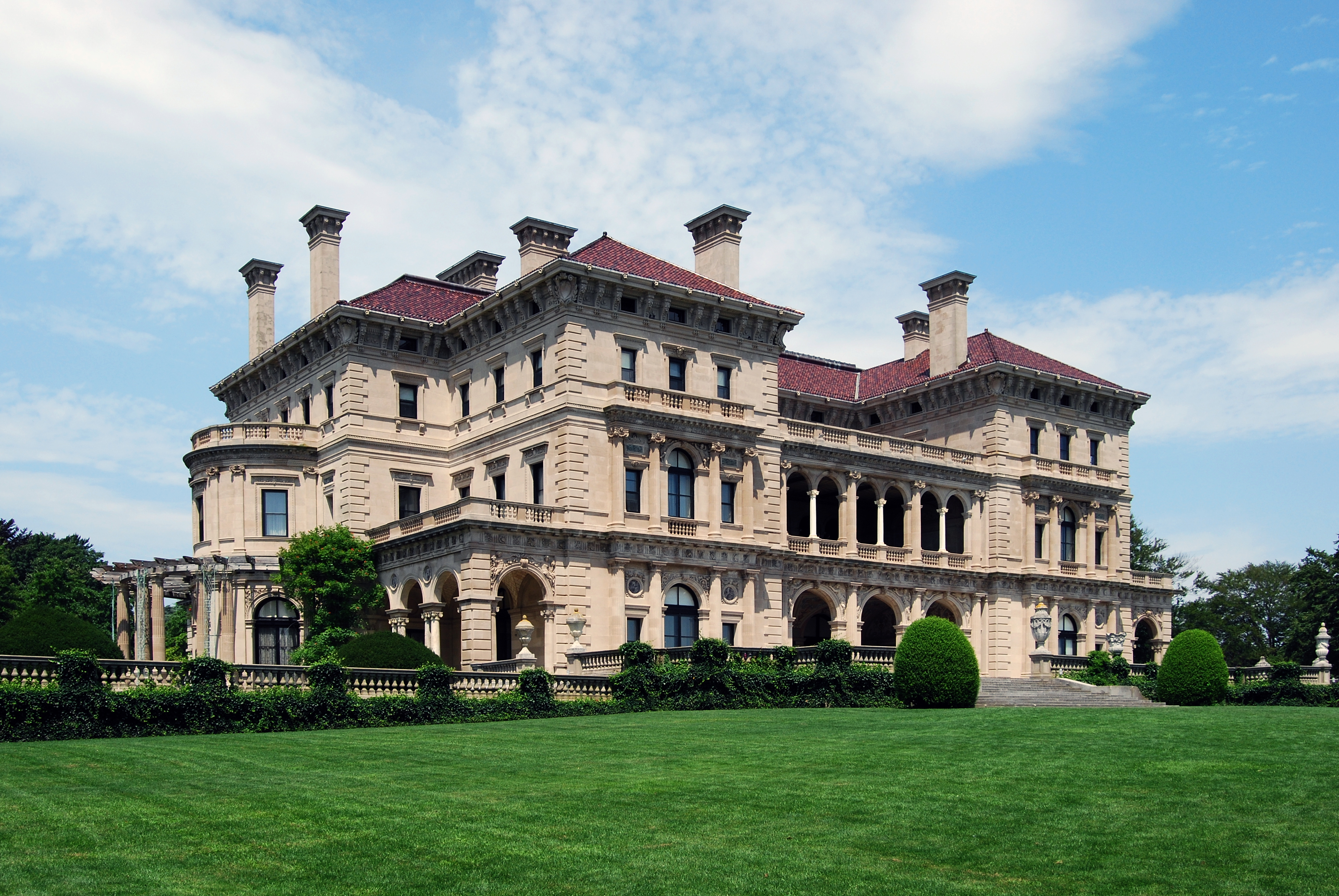
"The Breakers", herrgård från epoken i Newport, Rhode Island.

Gilded Age (förgyllda åldern) syftar på USA:s historia åren efter nordamerikanska inbördeskriget, och pågick från det sena 1860-talet och fram till åren runt 1896, då den progressiva eran istället inleddes.
Begreppet "Gilded Age" myntades av Mark Twain och Charles Dudley Warner i boken The Gilded Age: A Tale of Today (1873). Många har kritiserat epoken för bland annat politisk korruption.
Historiker talar ofta om epoken som en tid av tillväxt, präglad av järnvägsutbyggande och industrialisering, vilket lockade många människor från Europa. Tillväxten hade dock problem, som paniken 1873 och paniken 1893.